# Echinohelea papuensis
Echinohelea papuensis är en tvåvingeart som beskrevs av Tokunaga 1966. Echinohelea papuensis ingår i släktet Echinohelea och familjen svidknott. Inga underarter finns listade i Catalogue of Life.